# Лейб-гвардия (Великобритания)
Лейб-гвардия (англ. Life Guards) — британский гвардейский кавалерийский полк, один из двух полков Дворцовой кавалерии. Второй полк — Королевские и Синие.

## История
Лейб-гвардия выросла из нескольких разных отрядов конной гвардии, в основном сформированных из кавалеристов-дворян в XVII веке накануне и во время реставрации Стюартов по инициативе Карла Второго.
- Первый отряд был первоначально создан в Брюгге в 1658 году как Собственный Отряд конной гвардии Его Величества. Они составляли часть контингента, собранного изгнанным королем Карлом II в качестве его отряда в составе армии короля Испании Филиппа IV, который в то время сражался с французами и их союзником, Оливером Кромвелем.
- Второй отряд был основан в 1659 году, как лейб-гвардия Монка.
- Третий отряд, как и первый, был сформирован в 1658 году из изгнанных роялистов и первоначально был известен, как Отряд конной гвардии герцога Йоркского.
- Четвертый отряд был создан в 1661 году в Англии (после реставрации)

Кроме того, предтечами современной британской лейб-гвардии являются два отряда конно-гренадерской гвардии, в которых на должностях рядового состава служили простолюдины (в отличие от четырёх предыдущих отрядов, укомплектованных полностью дворянами):
- Первый отряд конно-гренадерской гвардии был сформирован в 1693 году путём объединения трех гренадерских отрядов.
- Второй отряд конно-гренадерской гвардии был сформирован в Шотландии в 1702 году.

Некоторые из этих войск приняли участие в боевых действиях во время Третьей Англо-голландской войны в 1672 году, а затем в решающей битве при Седжмуре во время подавления восстания Монмута в 1685 году.
3-й и 4-й отряды конной гвардии были расформированы в 1746 году. В 1788 году оставшиеся 1-й и 2-й отряды, наряду с двумя отрядами конно-гренадерской гвардии, были реорганизованы в два полка, 1-й и 2-й полки лейб-гвардии. С тех пор (1788) рядовые были в основном набраны из простолюдинов (уничижительное прозвище: «сырники»), основная масса солдат из числа джентльменов при этом вышла в отставку. 
В 1815 году 1-й и 2-й полки лейб-гвардии были частью бригады дворцовой кавалерии, сражавшейся в битве при Ватерлоо под командованием генерал-майора лорда Эдварда Сомерсета.
В 1821 году лейб-гвардейцы под командованием капитана Оукса открыли огонь по скорбящим, пытавшимся перенаправить похоронную процессию королевы Каролины через Лондонский сити. Погибли два мирных жителя. Хотя обвинения в убийстве были предъявлены, ни один гвардеец не был привлечен к ответственности.
Во время Первой мировой войны, оба полка отказались от своих лошадей и были переформированы в пулеметные батальоны, став 1-м и 2-м батальонами гвардейского пулеметного полка. После окончания войны они вернулись к своим прежним названиям и роду войск (кавалерия). В 1922 году оба полка были объединены в один полк, полк лейб-гвардии (1-й и 2-й). В 1928 году полк был переименован просто в Лейб-гвардию.
Во время Второй мировой войны лейб-гвардия принимала участие в высадке в Нормандии, продвижении через Францию и освобождении Брюсселя.
В 1992 году лейб-гвардия и Королевские и Синие были реорганизованы в нечто вроде бригады. Оба полка сохранили свою полковую идентичность, мундиры и традиции, и двух разных полковников; однако функционально образовали один двуединый полк. В качестве конного полка дворцовой кавалерии он представляет собой церемониальную воинскую часть в нарядных мундирах; в качестве полка дворцовой кавалерии — бронетанковую разведывательную часть. Таким образом, речь идёт о полке, разделённом на два двумя способами.

## Особенности
Как и королевские синие, лейб-гвардейцы, в отличие от прочих британских частей, традиционно не используют чин сержанта, вместо этого имеются несколько рангов капралов. 
Во главе полка стоят три человека: шеф полка, почётный полковник и фактический командир. Шефом полка (Colonel-in-Chief) является правящий монарх, почётным полковником (Regimental Colonel) — особо заслуженный высокопоставленный военачальник. Фактический командир полка именуется Commanding Officer.
В торжественных случаях лейб-гвардейцы надевают алый мундир, металлическую кирасу и металлический шлем с белым плюмажем; исключение составляют трубачи полка, которые носят красный плюмаж, и кузнецы, которые носят черный плюмаж и синие мундиры. Кроме того, лейб-гвардейцы носят подбородочный ремень под нижней губой, в отличие от королевских синих, которые носят его под подбородком. На служебной одежде офицеры и уоррент-офицеры лейб-гвардии носят красный шнурок на правом плече.